# 71-617
71-617 (согласно Единой нумерации. Также известен как КТМ-17) — российский пассажирский высокопольный стажёрский трамвайный вагон, созданный в 1994 году по заказу Москвы на базе модели 71-608.

## История создания

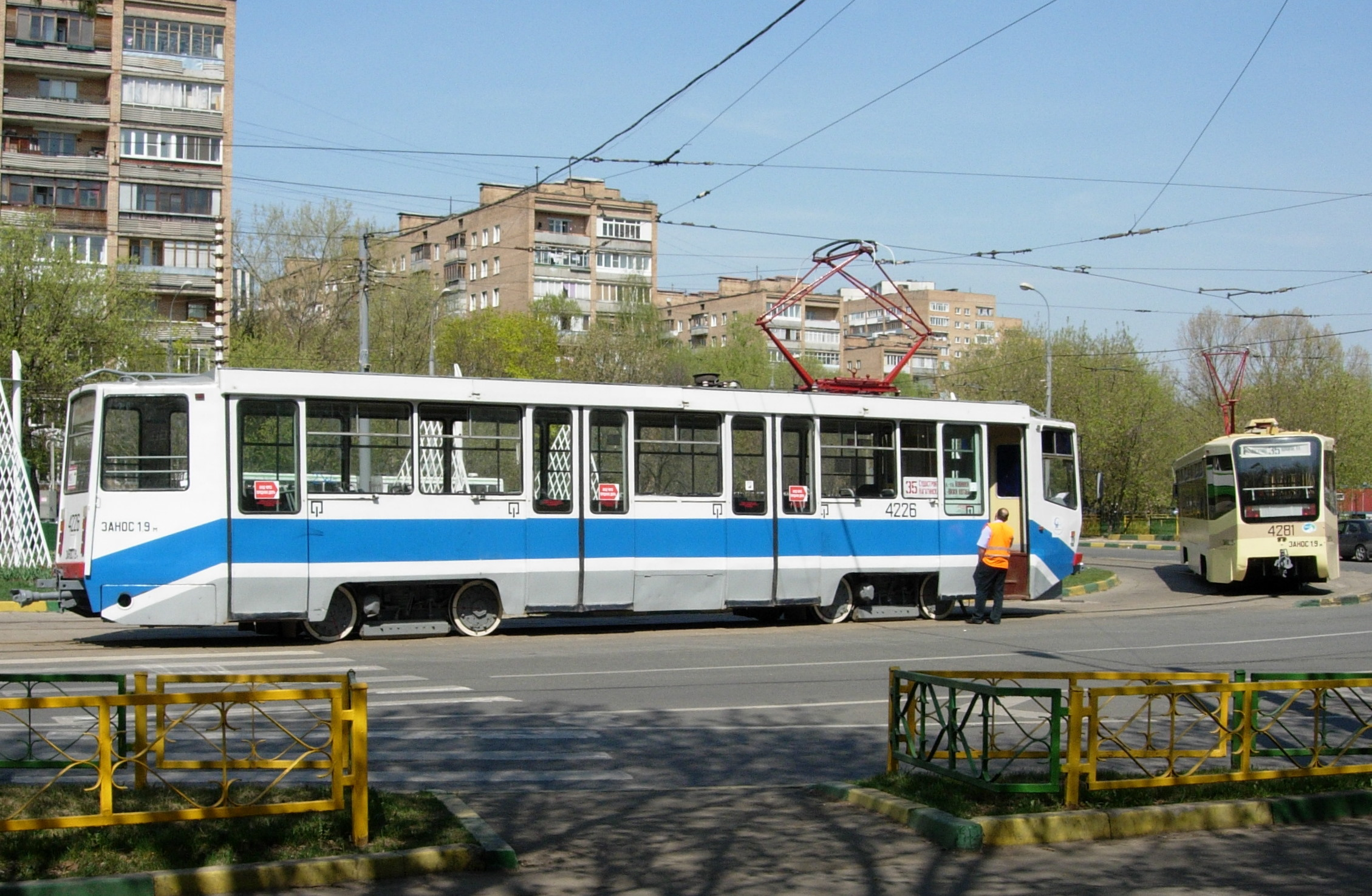
Вагон 71-617 в Москве, 2009 г.

Первые два стажёрских вагона, получившие новую модель 71-617, были построены в 1994 году по заказу Москвы. Изначально вагоны строились в кузове 71-608К, в дальнейшем использовались кузова 71-608КМ. На стажёрских вагонах была произведена перепланировка кузова: увеличено пространство кабины, установлено дополнительное кресло инструктора и продублированы механизмы управления. В последующем при капитальном ремонте данных вагонов на ТРЗ заводские таблички менялись на новые, в которых модель указывалась как 71-617КМ.

## Эксплуатирующие города
По состоянию на январь 2023 года трамваи модели эксплуатируются в Томске и Иркутске.
| № п/п | Эксплуатирующая организация/Депо                                                                            | Заводской номер | Бортовой номер | Год выпуска | Примечания                    |
| ----- | --- | --------------- | -------------- | ----------- | ----------------------------- |
| 2     | ГУП «Мосгортранс», Октябрьское трамвайное депо                                                              | 00002           | 4164           | 1994        | На базе 71-608К               |
| 3     | МУП «Иркутскгортранс»                                                                                       | 00005           | 226            | 1999        | Передан из Москвы в 2016 году |
| 4     | ГУП «Мосгортранс», трамвайное депо имени Русакова                                                           | 00006           | 5257           | 1999        |                               |
| 5     | МУП «Саратовгорэлектротранс», Кировское трамвайное депо                                                     | 00195           | 4226           | 1995        | Передан из Москвы в 2016 году |
| 6     | МУП «Иркутскгортранс»                                                                                       | 00198           | 224            | 1995        | Передан из Москвы в 2016 году |
| 7     | Томское городское муниципальное унитарное предприятие «Трамвайно-троллейбусное управление», трамвайное депо | 00201           | 335            | 1995        | Передан из Москвы в 2016 году |
| 8     | ГУП «Мосгортранс», трамвайное депо имени Апакова                                                            | 00301           | 1240           | 1996        |                               |
| 9     | ГУП «Мосгортранс», Октябрьское трамвайное депо                                                              | 00303           | 4238           | 1996        |                               |
| 10    | ГУП «Мосгортранс», трамвайное депо имени Апакова                                                            | 00307           | 1239           | 1996        |                               |
| 11    | ГУП «Мосгортранс», Октябрьское трамвайное депо                                                              | 00308           | 4249           | 1996        | Передан в Тверь               |
| 12    | ГУП «Мосгортранс», трамвайное депо имени Русакова                                                           | 00309           | 5243           | 1996        |                               |